# Mirbelia trichocalyx
Mirbelia trichocalyx är en ärtväxtart som beskrevs av Karel Domin. Mirbelia trichocalyx ingår i släktet Mirbelia och familjen ärtväxter. Inga underarter finns listade i Catalogue of Life.